# Ambassade de France au Zimbabwe
L'ambassade de France au Zimbabwe est la représentation diplomatique de la République française en république du Zimbabwe. Elle est située à Harare, la capitale du pays, et son ambassadeur est, depuis 2024, Paul-Bertrand Barets.

## Ambassade
L'ambassade est située sur Princess Drive à Harare. Elle accueille aussi un consulat.

## Ambassadeurs de France au Zimbabwe
| De   | À    | Ambassadeur                       |
| ---- | ---- | --------------------------------- |
| 1980 | 1980 | Daniel Jouanneau                  |
| 1980 | 1984 | Gabriel de Regnauld de Bellescize |
| 1984 | 1986 | Patrice Le Caruyer de Beauvais    |
| 1986 | 1993 | Pierre Garrigue-Guyonnaud         |
| 1993 | 1997 | Jacques Migozzi                   |
| 1997 | 2000 | Hadelin de La Tour du Pin         |
| 2000 | 2004 | Didier Ferrand                    |
| 2004 | 2006 | Michel Raimbaud                   |
| 2006 | 2008 | Gabriel Jugnet                    |
| 2008 | 2010 | Laurent Contini                   |
| 2010 | 2013 | François Ponge                    |
| 2013 | 2016 | Laurent Delahousse                |
| 2016 | 2020 | Richard Boidin                    |
| 2020 | 2024 | Laurent Chevallier                |
| 2024 | auj. | Paul-Bertrand Barets              |

## Relations diplomatiques
La France entretient des relations diplomatiques avec le Zimbabwe depuis l'indépendance de ce pays en 1980.

## Consulat

### Communauté française
Au 31 décembre 2016, 256 Français sont inscrits sur les registres consulaires au Zimbabwe.
| 2001 | 2002 | 2003 | 2004 |
| ---- | ---- | ---- | ---- |
| 296  | 288  | 297  | 290  |

| 2005 | 2006 | 2007 | 2008 |
| ---- | ---- | ---- | ---- |
| 264  | 278  | 253  | 230  |

| 2009 | 2010 | 2011 | 2012 |
| ---- | ---- | ---- | ---- |
| 236  | 254  | 241  | 220  |

| 2013 | 2014 | 2015 | 2016 |
| ---- | ---- | ---- | ---- |
| 213  | 263  | 258  | 256  |

### Circonscriptions électorales
Depuis la loi du 22 juillet 2013 réformant la représentation des Français établis hors de France avec la mise en place de conseils consulaires au sein des missions diplomatiques, les ressortissants français d'une circonscription recouvrant le Burundi, le Kenya, l'Ouganda, le Rwanda, la Tanzanie, la Zambie et le Zimbabwe élisent pour six ans trois conseillers consulaires. Ces derniers ont trois rôles :
1. ils sont des élus de proximité pour les Français de l'étranger ;
2. ils appartiennent à l'une des quinze circonscriptions qui élisent en leur sein les membres de l'Assemblée des Français de l'étranger ;
3. ils intègrent le collège électoral qui élit les sénateurs représentant les Français établis hors de France.

Pour l'élection à l'Assemblée des Français de l'étranger, le Zimbabwe appartenait jusqu'en 2014 à la circonscription électorale de Johannesburg comprenant aussi l'Afrique du Sud, le Botswana, le Lesotho, le Malawi, le Mozambique, la Namibie, le Swaziland et la Zambie, et désignant un siège. Le Zimbabwe appartient désormais à la circonscription électorale « Afrique centrale, australe et orientale » dont le chef-lieu est Libreville et qui désigne cinq de ses 37 conseillers consulaires pour siéger parmi les 90 membres de l'Assemblée des Français de l'étranger. 
Pour l'élection des députés des Français de l’étranger, le Zimbabwe dépend de la 10e circonscription.